# 尼克森公司
尼克森公司總部設在加拿大阿爾伯塔省卡爾加里，是一家石油和天然氣公司。業務分佈在世界各地，包括歐洲、哥倫比亞、墨西哥灣等。

## 歷史

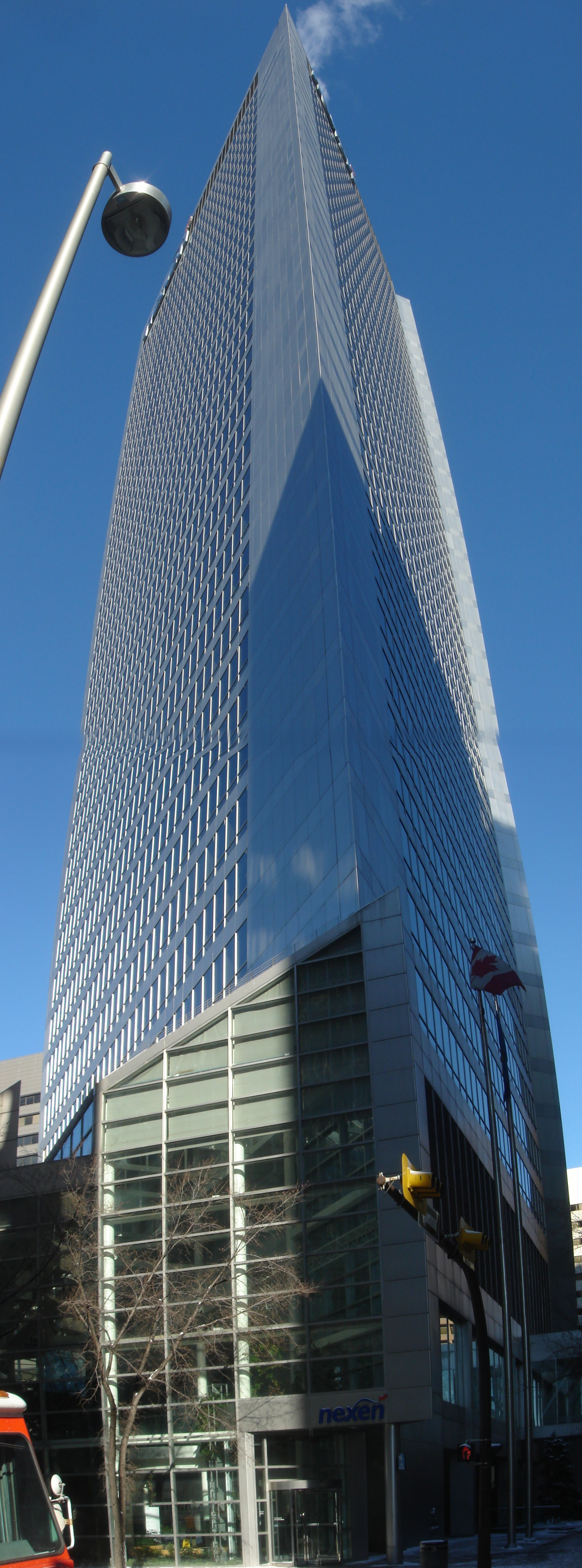
卡爾加里的尼克森大廈

1969年，尼克森公司創立，初名加拿大西方石油公司（Canadian Occidental Petroleum Ltd.），西方石油公司持有其80%的股權。最初十年間其活動主要集中在加拿大業務上，80和90年代開展國際業務，最初在墨西哥灣，後來又進入也門和北海。
1990年代，尼克森公司買下了國有油氣公司瓦斯卡納的資產。

### 中海油收購
2012年7月，中海油宣佈以每股27.5美元現金作價，收購尼克森的普通股，交易金額為151億美元。2013年2月26日，中海油宣布完成对尼克森公司的收购。这次收购是中国企业成功完成的最大一笔海外并购。